# Perrine Le Buhanic
 (août 2013).
Si vous disposez d'ouvrages ou d'articles de référence ou si vous connaissez des sites web de qualité traitant du thème abordé ici, merci de compléter l'article en donnant les références utiles à sa vérifiabilité et en les liant à la section « Notes et références ».
Perrine Le Buhanic (souvent écrit Lebuhanic), née le 1er février 1982 à Pont-l'Abbé, est une joueuse de badminton française évoluant au centre national de l'INSEP sur Paris. Elle est internationale française depuis l'âge de 16 ans. Elle a commencé le badminton à 12 ans dans le club de Plonéour-Lanvern dans le Finistère. Elle est licenciée depuis 1999 au club d'Issy-les-Moulineaux (IMBC92).

## Biographie
Perrine Le Buhanic commence le badminton en 1995 au club de Plonéour-Lanvern jusqu'en 1998, puis mute sur la région parisienne au Racing Club de France où elle reste 1 an. En 1999, elle se licencie au club d'Issy-les-Moulineaux.
Elle devient sportive de haut niveau (sport étude, CREPS,INSEP). Elle est diplômée DTS Imageries Médicales à Créteil (2008). Durant la saison 2006/2007 pendant 2 ans, elle décide de mettre fin à sa carrière d'athlète de haut niveau pour finir ses études. Elle exerce le métier de manipulatrice en radiologie depuis 2008 à Issy-les-Moulineaux et pratique le badminton en même temps.

## Palmarès

### Titres Nationaux
- Championne de France Cadette en simple (1997, 1998, 1999)
- Championne de France Junior en simple (2000, 2001)
- Championne de France Universitaire en simple (2007)
- Championne de France en simple (2011, 2016)
- Championne de France Vétéran en simple (2018)

- Vice-championne de France de simple (2002, 2003, 2004, 2005, 2009, 2010, 2012)
- Vice-championne de France de double (2002, 2005, 2006)
- Vice-championne de France de mixte (2003)
- Vice-championne de France Vétéran de double (2018[1])

- 3e au championnat de France en simple (2006, 2007, 2008)
- 3e au championnat de France en mixte (2008, 2009, 2013)
- 3e au championnat de France Vétéran en mixte (2018[1])

### Titres Club

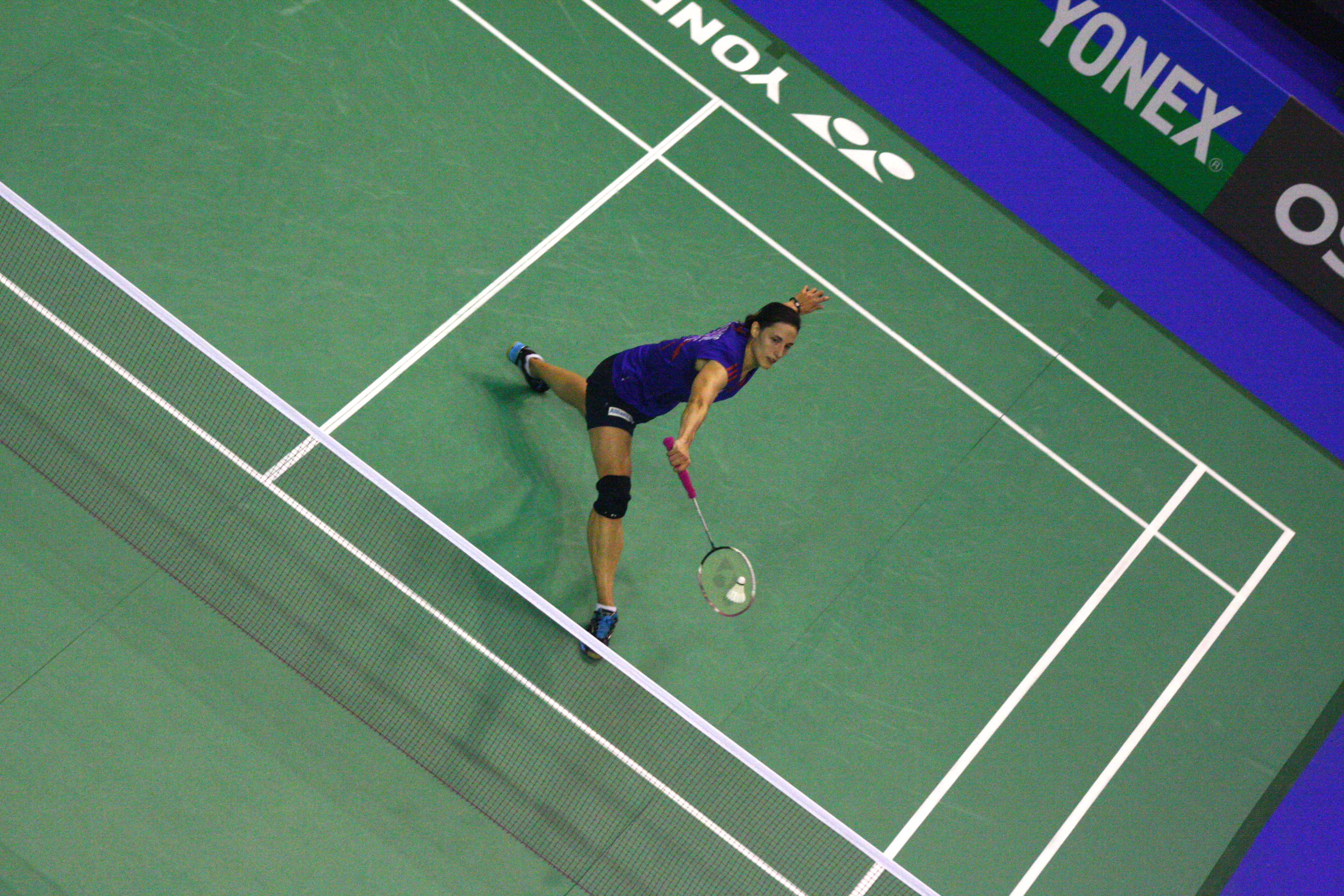
Perrine Le Buhanic aux Yonex Internationaux de France de Badminton en 2012.

- 2002/2003 : Champion de France Interclubs (Castelnaudary)
- 2003/2004 : Champion de France Interclubs (Nancy/Laxou)
- 2005/2006 : Champion de France Interclubs (Bordeaux) et Champion d'Europe (Espagne)
- 2006/2007 : Champion de France Interclubs (Cholet)
- 2008/2009 : Champion de France Interclubs (Elancourt) et Vice Champion d'Europe (Bulgarie)
- 2009/2010 : Champion de France Interclubs (Strasbourg) et Bronze au Championnat d'Europe (Pays-Bas)
- 2011/2012 : Champion de France Interclubs (Rochefort) et Bronze au Championnat d'Europe (Hongrie)

- 2001/2002 : Vice-champion de France Interclubs (Aix en Provence)
- 2004/2005 : Vice-champion de France Interclubs (Bagnols /Cèze)

- 2010/2011 : 3e (Bordeaux/La Teste de Buch)

### Titres Internationaux
- Welsh International en double (Pays de Galles) 2003
- Belgium International (Belgique) 2004
- Welsh International (Pays de Galles) 2005
- Tournoi International d'Issy Les Moulineaux (France) 2006, 2007
- Tournoi des 3 Frontières (France) 2009
- Irish Futur Series (Irlande) 2012
- Miami Lake Bill Graham International en double dame (USA) 2012
- Championne d'Europe vétérans (+35) 2018
- Vice-championne du monde vétérans (+35) 2019

### Classements
Classement Mondial : 64 en 2006, 70 en 2011 et 100 en 2012.